# Hvalros
Hvalrossen (Odobenus rosmarus) er et havpattedyr, der tilhører underordenen Pinnipedia (sæler) og lever i spredte områder omkring Nordpolen i Ishavet og i subarktiske have på den nordlige halvkugle. Hvalrossen er den eneste nulevende art i familien Odobenidae og slægt Odobenus. Arten kan opdeles i underarterne atlantisk hvalros (O. r. rosmarus), som lever i Atlanterhavet, stillehavshvalros (O. r. divergens) som lever i Stillehavet og O. r. laptevi, som lever i Laptevhavet i Ishavet.
Voksne hvalrosser kendes på deres stødtænder, knurhår og størrelse. Voksne hanner i Stillehavet kan veje mere end 2.000 kg og er blandt sæler kun overgået af Søelefanter. Hvalrosser lever hovedsageligt på lavt vand over kontinentalsoklen, hvor de bruger store dele af deres liv ved havisen, hvor de leder efter føde i form af bundlevende muslinger. Hvalrosser kan leve længe, og de er sociale dyr. De bliver betragtet som nøgleart i de arktiske havområder.
Hvalrossen spiller ofte en vigtig rolle i indfødte arktiske kulturer, der jagter hvalrossen for dens kød, fedt, skind, stødtænder og knogler. I 1800-tallet og begyndelsen af 1900-tallet blev hvalrosser jagtet og dræbt i stort omfang for deres spæk, hvalroselfenben og kød. Populationen faldt drastisk i hele det arktiske område. Siden er bestanden vokset noget, selv om populationerne i Atlanterhavet og Laptevhavet stadig er spredte og langt mindre, end inden mennesket begyndte jagten.

## Etymologi
Ifølge J.R.R. Tolkien er ordet hvalros afledt af et germansk ord, og det er enten hollandsk eller oldnordisk. Første del af ordet menes at være afledt af det hollandske walvis ("hval"). Anden del kan stamme fra det oldnordiske ord for "hest". Det oldnordiske ord hrossvalr 'heste-hval' er måske blevet overgivet i omvendt form til både hollandsk og dialekter i Nordtyskland som walros og Walross. En anden teori er, at det er afledt af de hollandske ord wal "kyst" og reus "kæmpe".
Artsnavnet rosmarus er skandinavisk. Et norsk manuskript, Konungsskuggsja, som stammer fra omkring 1240, refererer til hvalrosser som "rosmhvalr" på Island og "rostungr" på Grønland (hvalrosser var på det tidspunkt udryddet i Norge og på Island, mens ordet stadig udviklede sig på Grønland). Adskillige stednavne på Island, Grønland og i Norge kan være afledt af hvalros: Hvalfjörður, Hvallatrar og Hvalsnes der alle har været parringssteder for hvalrosser.
Det gammelengelske ord for hvalros — morse — menes at være kommet fra slavisk, som igen kommer fra finsk-ugrisk.[kilde mangler] Det russiske ord морж (morž) kan sammenlignes med mursu på finsk, morša i nordsamisk og morse på fransk. Olaus Magnus, der afbildede hvalrossen på Carta Marina i 1539, refererede først til hvalrossen som ros marus, der sandsynligvis er en latinicering af morž, og det blev brugt af Linné til hans videnskabelige navngivning.
Den tilfældige lighed mellem morse og det latinske ord morsus ("bid") stammer antageligvis fra hvalrossens ry for at være et "frygteligt monster".
Artsnavnet Odobenus kommer fra odous (oldgræsk for 'tand') og baino (græsk fra 'gang'), baseret på observationer af hvalrosser, der bruger deres stødtænder til at trække sig selv op af vandet. Termen divergens på latin betyder 'dreje fra hinanden', referer til deres stødtænder.

## Taksonomi
Hvalrossen er et pattedyr i ordenen rovdyr. Det er den eneste tilbageværende medlem af familien Odobenidae, der er den ene af tre linjer i underordenen pinnipedia, sammen med ægte sæler (phocidae) og øresæler (otariidae). Der har været debat om alle tre linjer danner en monofyletisk gruppe; dvs. om de alle nedstammer fra én fælles stamform (en ursæl) eller om gruppen er parafyletisk, dvs. de nedstammer fra to eller flere forskellige rovdyr, der uafhængigt af hinanden er blevet akvatiske. Nylige genetiske studier tyder på at alle tre stammer fra en stamform af hunde-gruppen, nærmest beslægtet med bjørne. Moderne multigen-analyser indikerer, at øresæler og hvalrosser delte sig fra de ægte sæler for omkring 20–26 millioner år siden, mens øresæler og hvalrosser blev adskilt for omkring 15–20 millioner år siden. Odobenidae var på et tidspunkt en meget forskelligartet og udbredt familie, der inkluderede mindst 20 arter i underfamlierne Imagotariinae, Dusignathinae og Odobeninae. Den vigtigste nye evne var udviklingen af en sprøjte/sugemekanisme til fødesøgning; stødtænderne blev udviklet senere og er specifikke for Odobeninae, hvoraf den moderne hvalros er den sidste tilbageværende art.
To underarter af hvalrosser er almindeligt kendt: Atlanterhavshvalrossen, O. r. rosmarus (Linnaeus, 1758) og Stillehavshvalrossen, O. r. divergens (Illiger, 1815). Særlige genetiske forskelle mellem de to underarter indikerer, at der har været et meget begrænset genflow, men med en separation imellem underarterne, som er foregået for mellem 500.000 og 785.000 år siden. Disse tidspunkter falder sammen med hypotesen (der er afledt af fossiler)om at hvalrosser udvikledes fra en tropisk eller subtropisk forfader og blev isoleret i Atlanterhavet og derfra gradvist har tilpasset sig forholdene i Arktis. Herfra genkoloniserede hvalrossen det nordlige Stillehav i istiderne under den pleistocæne epoke, hvor Panama-landtangen endnu ikke havde lukket sig, og der var forbindelse mellem Atlanterhavet og Stillehavet - mellem Syd- og Nordamerika.
En isoleret bestand i Laptevhavet betragtes af mange også russiske biologier og værket Mammal Species of the World for at være en 3. underart, O. r. laptevi (Chapskii, 1940), og den bliver behandlet som sådan i Rusland. Andre accepterer ikke underarten og betragter Laptevhvalrossen som en underbestand af den atlantiske hvalros eller stillehavshvalrossen. I 2009 viste adskillige studier af hvalrosgener, at Laptevbestanden er den vestligste del af stillehavsbestanden.

## Anatomi
Særligt store hanner af stillehavshvalrosser kan veje helt op omkring 2000 kg, men størstedelen vejer mellem 800 og 1700 kg. Nogle gange vokser hannerne af Stillehavs-underarten sig dog væsentligt større end det. I 1909 fik man en hvalroshud, der vejede 500 kg på Franz Josef Land, og i august 1901 skød Jack Woodson en hvalros, der var 4,9 m lang og huden vejede 450 kg. Da en hvalroshud normalt udgør omkring 20 % af kropsvægten, er disse to gigantiske individer estimeret til at have en vægt på omkring 2300 kg. Atlanterhavshvalrossen vejer omkring 10-20 % mindre end Stillehavshvalrosser. Hannerne i Atlanterhavet vejer i gennemsnit omkring 900 kg. Atlanterhavshvalrossen har normalt kortere stødtænder og en fladere snude. Hunnerne vejer omkring to tredjedele af hannerne, og hunnerne i Atlanterhavs-underarten vejer omkring 560 kg, og nogle gange helt ned mod 400 kg, mens hunnerne i Stillehavet typisk vejer omkring 800 kg. Længden er typisk fra 2,2 til 3,6 m. Nyfødte hvalrosser er forholdsvis store, og vejer 33 til 85 kg og er 1 til 1,4 m lange, hvilket gælder for begge køn og for alle underarterne. Hvalrossen er den tredjestørste sæl, efter de to arter søelefanter. En væsentlig grund til den store kropsvægt er den store mængde spæk under huden. Spækket holder dem varme og er energidepot, da spæk kan forbrændes til energi.
Hvalrossens kropsform deler mange egenskaber med både øresæler (Otariidae) og ægte sæler (Phocidae). Ligesom øresæler kan hvalrosser dreje deres bagerste luffer forud og løfte hele deres vægt op og bevæge sig på alle fire. Deres svømmeteknik er dog mere som ægte sælers, hvor fremdriften kommer fra baglufferne, der bevæger sig fra side til side, og mindre fra forlufferne. Lige som ægte sæler har hvalrosser intet ydre øre. Åbningen til øregangen ses som et hul i pelsen på siden af hovedet.
De extraokulære muskler (øjnmuskulaturen) er veludviklede. Det og konstruktionen af øjenhulen gør det muligt for dyret at vende begge øjne i forskellige retninger og se fremad og bagud samtidigt. Øjnene er tilsyneladende tilpasset til at se under vand og hvalrosserne er sandsynligvis stærkt nærsynede på land.

### Stødtænder og tandsæt
Det mest fremtrædende træk ved hvalrossen er dens lange stødtænder. De er forlængede hjørnetænder hos både hannerne og hunnerne. De kan blive op til 1 m lange, og veje op til 5,4 kg. Stødtænderne hos hannerne er en smule længere og tykkere, så de kan bruge dem til at slås og vise dominans; de stærkeste hanner med de største tænder dominerer typisk de sociale grupper. Stødtænderne bruges også til at skabe og bevare huller i isen, og hvalrosserne bruger dem til at trække sig op af vandet og op på isen. Man troede tidligere, at de brugte stødtænderne til at grave bytte frem på havbunden, men analyser af slidmærkerne på tænderne indikerer, at de bliver slæbt igennem sedimentet, mens de bruger snuden til at grave med. Hvalrossers tandsæt varierer meget, men de har generelt få tænder ud over stødtænderne. Det maksimale antal tænder er 38, der sad efter formlen: 3.1.4.23.1.3.2, men over halvdelen af tænderne er rudimentære, og de optræder med mindre en 50 % frekvens, og tandsæt har normalt kun 18 tænder, der sidder efter formlen 1.1.3.00.1.3.0.

### Knurhår
Omkring stødtænderne har hvalrosser en bred måtte af stive børster (en slags knurhår), der giver hvalrossen et karakteristisk "skæg". De kan have mellem 400 og 700 hår, der er arrangeret i 13-15 rækker og være omkring 30 cm lange, selvom de i naturen ofte bliver slidt af og er meget kortere, da dyret søger føde en større del af tiden. Hvert enkelt knurhår styres af tilhørende muskler og er rigt forsynet med blod og nerver, hvilket gør dem til en del af et meget følsomt sanseorgan, der kan adskille genstande med forskelle ned til 3 mm x 2 mm.

### Hud
Ud over knurhårene har hvalrosser kun meget sparsom pels, og de fremstår helt bare. Deres hud er rynket og tyk — helt op til 10 cm omkring halsen og skuldrene på hannerne. Spæklaget er op til 15 cm tykt. Unge hvalrosser er meget mørkebrune, og de vokser sig lysere og mere kanelfarvede med alderen. Gamle hanner ender med at blive næsten lyserøde. Da blodkar i huden trækker sig sammen i kold vand, kan hvalrosser se næsten helt hvide ud, når de svømmer. Et sekundært kønskarakteristika er, at hannernes hud er mere nubret og har knuder, særlig meget omkring halsen og skuldrene.
Hvalrossen har en luftpose under struben, der fungerer som en flydeboble, der gør det muligt at ligge vertikalt i vandt og sove. Hannerne har en stor baculum (penisknogle), der er op til 63 cm lang, hvilket er den længste for noget landpattedyr, både i absolut størrelse og i forhold til kropsstørrelsen.

## Livscyklus

### Reproduktion
Hvalrosser bliver omkring 20-30 år i naturen. Hannerne kan blive kønsmodne i 7-årsalderen, men de er typisk ikke fuldt udviklede før de er omkring 15 år gamle. De er i brunst fra januar til april, hvor deres indtag af føde falder drastisk. Hunnerne bliver kønsmodne mellem 4- og 6-årsalderen. Hunnerne er i brunst to gange om året — omkring februar og sent på sommeren — mens hannerne kun er fertile omkring februar; meningen med hunnernes anden fertile periode er stadig ukendt. Parringen foregår fra januar til marts og når sit højdepunkt i februar. Hannerne samles i vandet omkring hunner fanget på isflager, hvorefter de kalder under vandet for at tiltrække hunnerne. Hunnerne slutter sig til dem, og de parrer sig i vandet.
Drægtigheden varer 15 til 16 måneder. I de første 3-4 måneder foregår blastula- udvikling inden den sætter sig i livmoderen. Denne strategi med forlænget drægtighed, der er almindelig blandt sæler, er sandsynligvis blevet udviklet for at forbedre timingen mellem parringssæsonen og fødselssæsonen, der er styret af miljømæssige betingelser, for at optimere ungernes chancer for at overleve. Kalvene bliver født i foråret under deres migration fra april til juni. De vejer normalt 45 til 75 kg og er i stand til at svømme med det samme. Mødrene passer ungerne i over et år før de forlader dem, men ungen kan tilbringe op til fem år sammen med deres moder. Hvalrosmælk indeholder større mængder fedt og protein end andre landpattedyr, men det er stadig mindre end hos de ægte sæler. Den lavere fedtmængde gør at kalvene vokser langsommere, og den tid hvor deres mødre skal passe dem bliver længere. Da brunst bliver undertrykt indtil moderen forlader kalven, føder hunnerne allerhøjest unger hvert andet år, hvilket gør hvalrossen til den sælart, der har laveste reproduktionsrate.

### Migration
Fra sensommeren til efteråret samles hvalrosser i grupper på over 10.000 individer på stenstrande og lignende flade områder tæt ved vandet. Migrationen mellem isen og stranden kan ske over meget store distancer og være temmelig dramatisk. I slutningen af foråret og om sommeren migrerer flere hundrede tusinde stillehavshvalrosser fra Beringshavet til Tjuktjerhavet igennem det smalle Beringstræde.

## Økologi

### Udbredelse og habitat
Størstedelen af stillehavshvalros-bestanden bruger sommeren nord for Beringstrædet i Tjuktjerhavet ved Ishavet langs Østsibiriens nordkyst, omkring Wrangeløen i Beauforthavet, langs Alaskas nordkyst og mod syd til Unimak Island, og i havet derimellem. Der er også mindre grupper af hanner i Anadyrbugten ved Tjuktjerhalvøen og i Bristol Bay vest for Alaskahalvøen. I foråret og efteråret samles hvalrosser i hele Beringstrædet, hvor de opholder sig fra Alaskas vestkyst til Anadyrbugten. De overvintrer i Beringhavet langs Sibiriens østkyst og mod syd til Kamtjatka og hele vejen over til Alaskas sydkyst. Et 28.000 år gammelt hvalrosfossil blev opgravet på bunden af San Francisco Bay. Det indikerer at stillehavshvalrossen har levet meget længere sydpå under sidste istid. Der findes omkring 200.000 stillehavshvalrosser ifølge den seneste estimering fra 1990.
Populationen af atlanterhavshvalrosser er langt mindre, og de lever fra Canada til Grønland og Svalbard og den vestlige del at det arktiske Rusland. Der findes otte hypotetiske underpopulationer af hvalrosser, der hovedsageligt er baseret på deres geografiske udbredelse og bevægelsesmønster: fem grupper vest for Grønland og tre grupper øst for Grønland. Atlanterhavshvalrossen levede tidligere helt ned til Sable Island i Nova Scotia, og så sent som i 1700-tallet kunne man finde store bestande i Saint Lawrence-bugten og de omkringliggende områder, med kolonier på helt op mod 7.000 til 8.000 individer. Denne bestand blev næsten fuldstændigt udryddet af mennesker, som jagtede dem. Det nuværende antal er vanskeligt at estimere, men det er sandsynligvis under 20.000. I april 2006 bekendtgjorde den canadiske Species at Risk Act at bestanden i det nordvestligste Atlanterhav ved Quebec, New Brunswick, Nova Scotia, Newfoundland og Labrador var udryddet i Canada.
Den isolerede bestand i Laptevhavet er afskåret fra omverdenen hele året, og er begrænset til de vestlige dele af Laptevhavet, den østligste del af Karahavet og den vestligste del af Det Østsibiriske Hav. Den nuværende bestand af disse hvalrosser er anslået til mellem 5.000 og 10.000.
Hvalrossens begrænsede dykker-evne gør dem afhænger af lavt vand eller nærliggende isflager, for at de kan finde føde.[kilde mangler]

### Føde
Hvalrossen foretrækker områder med lavt vand og fouragerer hovedsagelig på havbunden, hvor den ofte dykker ned fra isflager eller isdække. De dykker ikke særlig dybt i forhold til andre pinnipedia; det dybest registrerede dyk var 80 m. De kan blive under vand i op til en halv time.
Hvalrossen har en alsidig og opportunistisk diæt og æder mere end 60 forskellige arter af havdyr som rejer, krabber, orme, bløde koraler, sækdyr, søpølser, forskellige bløddyr og snegle og sågar dele af andre pinnipedia. De foretrækker dog muslinger, som de finder på havbunden. De bruger deres sensitive knurhår til at lokalisere dem, og de fjerner dynd med vandstråler og bevægelser med lufferne. Hvalrossen suger kødet ud ved at forsegle muslingen med deres kraftige læber og trække tungen hurtigt tilbage som et stempel i munden, hvormed de danner et vakuum. Deres ganer er specielt hvælvede og giver dem mulighed for at suge byttedyret ud. Stillehavshvalrossen levet stort set udelukkende af hvirvelløse dyr, som udgør omkring 97 % af dens føde.
Ud over den store mængde organismer, som hvalrossen spiser, har dens fouragering også stor indvirken på bunddyrene. Den forstyrrer havbunden, hvilket frigiver næring i vandsøjlen, øger bevægelsen og blandingen af mange organismer, som igen øger farveforskellen i bentos.
Der er observeret en stor mængde sæl-væv i hvalrosmaver i Stillehavet, men det er under debat, hvor vigtig sæler er for hvalrossens diæt. Der er gjort isolerede observationer af hvalrosser, der har jagtet remmesæler på op til 200 kg. Det er også dokumenteret, at hvalrosser jager havfugle, særligt polarlomvie (Uria lomvia), men disse observationer er meget sjældne. Hvalrosser jager også narhvaler, der er blevet fanget af isen, og der er også rapporter om, at de kan finde på at æde døde hvaler.

### Rovdyr og fjender
Som følge af hvalrossens størrelse og stødtænder har den kun to naturlige fjender: spækhuggeren (Orcinus orca) og isbjørnen (Ursus maritimus). Hvalrossen udgør dog ingen stor andel af de to rovdyrs føde. Både spækhuggeren og isbjørnen jager primært hvalroskalve. Isbjørnen jager typisk hvalrosser ved pludseligt at fare ind i en gruppe, der ligger på land, og æder de individer, der bliver knust eller såret af tumulten, hvilket oftest er unger eller nyfødte. Bjørnene isolerer også hvalrosser, der overvintrer og ikke kan slippe væk ved at komme tilbage i vandet, fordi hullerne er frosset til. Selv en såret hvalros er dog en enorm modstander for en isbjørn, og direkte angreb er derfor sjældne. Der er eksempler på at hvalrosser har såret isbjørne dødeligt, hvis isbjørnen følger med hvalrossen ned i vandet, hvor hvalrossen har en fordel. Kampe mellem isbjørne og hvalrosser er ofte ekstremt langtrukne og udmattende, og der er eksempler på, at isbjørne har glemt et angreb efter at have såret en hvalros????.
Spækhuggere angriber regelmæssigt hvalrosser, selvom de menes at have forsvaret sig ved modangreb på spækhuggeren. Der er også eksempler på spækhuggere, der har angrebet hvalrosser med få eller ingen skader.

## Relation til mennesker

### Bevaring
I 1700- og 1800-tallet blev hvalrossen jagtet i stort omfang af amerikanske og europæiske sæl- og hvalfangere, der næsten forårsagede at bestanden i Atlanterhavet blev udryddet. Kommerciel hvalrosfangst er i dag ulovlig i alle områder den lever, selv om tjuktere, yupikere og inuitter har tilladelse til at nedlægge et mindre antal mod slutningen af hver sommer.
Traditionelle jægere brugte alle dele af hvalrossen. Kødet, der ofte blev konserveret, var en vigtig fødekilde om vinteren, finnerne blev fermenteret og gemt som en delikatesse til foråret, stødtænderne og knoglerne blev brugt til værktøj og kunsthåndværk, spækket blev smeltet af og brugt til varme og lys, det tykke skind blev brugt til reb og til at dække huse og både, indvoldene blev brugt til vandtætte anorakker. Selv om nogle af disse anvendelser er blev overflødige som følge af adgang til ny teknologi, så er hvalroskød fortsat en vigtig del af diæten i mange inuitområder, og indgravering af stødtænderne er stadig en vigtig kunstform.
Ifølge Adolf Erik Nordenskiöld fandt jægerne og de europæiske opdagelsesrejsende ikke hvalrossens kød særligt velsmagende, og de spiste det kun af nød; hvalrossens tunge var derimod en delikatesse.
Jagt på hvalrosser bliver reguleret af ressourceforvaltere i Rusland, USA, Canada og Danmark (for Grønland) og af repræsentanter fra jægersamfundene. Man estimerer at 4.000 til 7.000 stillehavshvalrosser bliver dræbt hvert år, inklusive omkring 42 % der bliver skamskudt. I Grønland bliver der fjernet adskillige hundreder individer årligt. Bæredygtigheden er vanskelig at afgøre, idet størrelsen af den totale bestand og parametre som frugtbarhed og dødelighed er ukendt eller forbundet med stor usikkerhed. Boone and Crockett Big Game Record book har et afsnit om både stillehavshvalrossen og atlanterhavshvalrossen. De længste stødtænder har været henholdsvis 93 cm og 76 cm.
Effekten af den globale opvarmning er en anden anledning til bekymring; udbredelsen og tykkelsen af pakisen er usædvanlig lav i de seneste år. Hvalrosser er afhængige af isen, når de skal føde, og når de samles i parringsperioder. Den tyndere is i Beringshavet har reduceret antallet af hvilesteder nær de bedste områder hvor de finder føde. Det skiller mødrene fra deres unger i længere tid og gør, at ungerne får mindre næring og dermed vækst, og i sidste ende giver det lavere reproduktion. Den reducerede mængde is langs kysterne har også gjort at antallet af døde hvalrosser ved tumulter er steget langs Tjuktjerhavet mellem det østlige Rusland og vestlige Alaska. Der er dog ikke nok klimadata til fremskrivning af populationen.
To af de tre underarter af hvalrosser er opgivet som "ikke truet" af IUCN, mens den 3. har "mangelfuld data". Stillehavshvalrossen er ikke opgivet som "udarmet" ifølge Marine Mammal Protection Act og heller ikke som "truet" ifølge Endangered Species Act. Bestandene i Laptevhavet og den russiske del af Ishavet er klassificeret som kategori 2 (faldende) og kategori 3 (sjælden) i den russiske Red Book. Den globale handel med hvalroselfenben er begrænset af Washington-konventionens appendiks 3. I oktober 2017 annoncerede Center for Biological Diversity, at de ville sagsøge U.S. Fish and Wildlife Service for at tvinge dem til at klassificere stillehavshvalrossen som truet.
Hvalrosser findes i mange zoologiske haver verden over. De er ligeledes blevet brugt i cirkus og forlystelsesparker rundtom i verden. I dag findes der bl.a. den amerikanske kæde af forlystelsesparker med havpattedyr, SeaWorld.[kilde mangler]

### Kultur
Hvalrossen spiller en vigtig rolle i mange arktiske folkeslags religion og folkeminder. Huden og knoglerne bliver brugt i nogle ceremonier, og dyret optræder ofte i deres legender. Eksempelvis i en af tjukternes fortællinger i en udbredte ravnemyte om ravnen Kutkh, der får solen og månen tilbage fra en ond ånd ved at forføre åndens datter. Den vrede fader kaster datteren ud fra en høj klippe, og hun stiger ned i vandet, hvor hun bliver forvandlet til en hvalros — muligvis den oprindelige hvalros. Ifølge forskellige legender bliver stødtænderne dannet enten af slim fra den grædende pige eller hendes lange fletninger. Denne myte er muligvis relateret til tjukter-myten om en gammel kvinde med et hvalroshoved, der hersker over havbunden, som igen er forbundet med inuit-gudinden Sedna. Både i Tjukotskij og Alaska mener indfødte folkeslag, at aurora borealis (nordlys) er en speciel verden, som er beboet af dem som er døde af vold, og at de skiftende lysstråler repræsenterer de afdøde sjæle der spiller bold med et hvalroshoved.
Lewis-skakbrikkerne fra middelalderen er fremstillet i hvalrostand i 1100-tallet.
Som følge af udseende, størrelse og let genkendelige knurhår og stødtænder optræder hvalrosser i megen populærkultur med mennesker, særligt i engelsk børnelitteratur. Et af de bedst kendte eksempler er Lewis Carroll' finurlige digt "The Walrus and the Carpenter" i hans bog Bag spejlet (originaltitel Through the Looking-Glass) fra 1871. I digtet bruger de eponyme antihelte svindel til at konsumere et stort antal østers. Selv om Carroll beskriver hvalrossens føde som toskallede muslinger, østers i kystnære farvande, så udgør de i virkeligheden er relativt lille del af dens føde selv i fangeskab.
"Hvalrossen" i The Beatles' kryptiske sang "I Am the Walrus" ("Jeg er hvalrossen") fra albummet Magical Mystery Tour (1967) er en reference til Carrolls digt.
Et andet eksempel på hvalrosser i litteraturen er historien "The White Seal" i Rudyard Kiplings Junglebogen fra 1894, hvor det er en "gammel havheks — den store, grimme, opsvulmede, bumsede, tyknakkede, langtandede hvalros i det nordlige Stillehav, som ikke har nogen manérer bortset fra, når han sover".